# Christian Pfannberger
Christian Pfannberger (Judenburg, 9 de diciembre de 1979) es un exciclista austríaco.

## Biografía

### Positivo por testosterona y sanción
En 2004 fue sancionado con una suspensión de dos años tras haber dado positivo por testosterona.

### Regreso y éxitos
En 2007 se proclamó Campeón de Austria en Ruta. En 2008 logró terminar entre los diez primeros en las tres clásicas de las Ardenas: Amstel Gold Race, Flecha Valona y Lieja-Bastoña-Lieja. Poco después se volvió a proclamar Campeón de Austria en Ruta por segundo año consecutivo. Esa temporada fue asimismo octavo en el Mundial de ruta disputado en Varese, defendiendo los colores de su país.

### Positivo por EPO y sanción de por vida
El 7 de mayo de 2009, dos días antes de que se iniciara el Giro de Italia, que tenía previsto disputar, se anunció que había dado positivo por EPO en un control antidopaje realizado el 19 de marzo, siendo apartado por el equipo Katusha y suspendido por la UCI.
El 29 de junio se anunció que el contraanálisis había confirmado el positivo. El 21 de noviembre la NADA (Agencia Antidopaje Austríaca) anunció la suspensión de por vida de Pfannberger por tratarse de un reincidente.

## Palmarés
2004
- 2.º en el Campeonato de Austria en Ruta

2007
- 3.º en el Campeonato de Austria Contrarreloj
- Campeonato de Austria en Ruta

2008
- Giro del Capo, más 1 etapa
- Campeonato de Austria en Ruta

## Resultados en Grandes Vueltas y Campeonatos del Mundo
| Carrera         | Carrera         | 2002 | 2003 | 2004 | 2005 | 2006  | 2007 | 2008 |
| --------------- | --------------- | ---- | ---- | ---- | ---- | ----- | ---- | ---- |
|                 | Giro de Italia  | —    | —    | —    | —    | —     | —    | Ab.  |
|                 | Tour de Francia | —    | —    | —    | —    | —     | —    | —    |
|                 | Vuelta a España | —    | —    | —    | —    | —     | —    | —    |
| Mundial en Ruta | Mundial en Ruta | 57.º | —    | —    | —    | 117.º | 38.º | 8.º  |

-: no participa
Ab.: abandono

## Equipos
- Nurnberger Versicherung (2002)
- Volksbank Ideal (2003)
- eD'System ZDDZ (2004-2005)
- ELK Haus-Simplon (2006-2007)
- Barloworld (2008)
- Katusha Team (2009)